# 王世貞

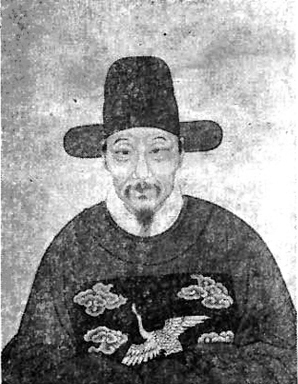
王世貞

王 世貞（おう せいてい、嘉靖5年11月5日（1526年12月8日）- 万暦18年11月27日（1590年12月23日））は、明末の文人・政治家。
字は元美、号は鳳州（ほうしゅう）、または弇州山人（えんしゅうさんじん）。

## 人物
蘇州府太倉州の出身。官は刑部尚書に至った。弟に詩人の王世懋がいる。

## 業績
李攀竜らとともに古文辞派・後七子に数えられる。
万暦年間前半の20年、文壇に君臨し、文は前漢、詩は盛唐を貴んだ。書法・書論をよくし、特に評論家として有名である。著に題跋として『弇州山人題跋』・『弇州書画題跋』、書論として『古今法書苑』（漢から明に至る書学関連文献の集大成）・『弇州山人四部稿』174巻（四部とは賦・詩・文・説の4目）・同『続稿』207巻（賦・詩・文の三部）・『芸苑巵言』（古今の書についての見解を述べたもの）など多数ある。